# Adil Shamasdin
Adil Shamasdin (Toronto, 23 maggio 1982) è un tennista canadese, specializzato nel doppio.

## Biografia
Proviene da una famiglia di origine keniota.
In doppio ha raggiunto 6 finali ATP vincendone 3 e ha raggiunto la posizione numero 41 del ranking mondiale nel 2017. In singolare ha raggiunto la posizione 748 nel 2009.
Dopo una pausa di oltre 2 anni è tornato in campo al Masters 1000 di Toronto 2023.

## Statistiche

### Doppio

#### Vittorie (3)
| Legenda                        |
| Grande Slam (0)                |
| ATP World Tour Finals (0)      |
| ATP World Tour Master 1000 (0) |
| ATP World Tour 500 Series (0)  |
| ATP World Tour 250 Series (3)  |

| Numero | Data            | Torneo                                     | Superficie  | Compagno        | Avversari in finale              | Punteggio        |
| 1.     | 6 febbraio 2011 | SA Tennis Open, Johannesburg               | Cemento     | James Cerretani | Scott Lipsky Rajeev Ram          | 6–3, 3–6, [10–7] |
| 2.     | 11 aprile 2015  | Grand Prix Hassan II, Casablanca           | Terra rossa | Rameez Junaid   | Rohan Bopanna Florin Mergea      | 3–6, 6–2, [10–7] |
| 3.     | 27 maggio 2017  | Open Parc Auvergne-Rhône-Alpes Lyon, Lione | Terra rossa | Andrés Molteni  | Marcus Daniell Marcelo Demoliner | 6-3, 3-6, [10-5] |

#### Finali perse (3)
| Legenda                        |
| Grande Slam (0)                |
| ATP World Tour Finals (0)      |
| ATP World Tour Master 1000 (0) |
| ATP World Tour 500 Series (0)  |
| ATP World Tour 250 Series (3)  |

| Numero | Data            | Torneo                                         | Superficie  | Compagno        | Avversari in finale             | Punteggio           |
| 1.     | 10 luglio 2011  | Hall of Fame Tennis Championships, Newport (1) | Erba        | Johan Brunström | Ryan Harrison Matthew Ebden     | 6–4, 3–6, [5–10]    |
| 2.     | 7 febbraio 2016 | Sofia Open, Sofia                              | Cemento (i) | Philipp Oswald  | Wesley Koolhof Matwé Middelkoop | 7–5, 6(9)–7, [6–10] |
| 3.     | 16 luglio 2016  | Hall of Fame Tennis Championships, Newport (2) | Erba        | Jonathan Marray | Samuel Groth Chris Guccione     | 4-6, 3-6            |